# Spheres
Spheres es el cuarto álbum de la banda de death metal Pestilence. El álbum fue lanzado en 1993. Spheres a differencia de otros álbumes esta mucho más elaborado musicalmente y contiene teclados y jazz fusión. Con este álbum, la banda se volvió más famosa a nivel mundial. Al final de este álbum, Pestilence se separó. El álbum fue reeditado en 2007 incluyendo otra versión de "Demise of Time" y unas canciones en vivo.

## Listado de canciones
1. Mind Reflections
2. Multiple Beings
3. The Level Of Perception
4. Aurian Eyes
5. Soul Search
6. Personal Energy
7. Voices From Within
8. Spheres
9. Changing Perspectives
10. Phileas
11. Demise Of Time

### Reedición 2007
1. Demise Of Time (remix) Bonus track, 2007 reestreno
2. Soul Search (remix) Bonus track, 2007 reestreno
3. Mind Reflections (vivo) Bonus track, 2007 reestreno
4. Multiple Beings (vivo) Bonus track, 2007 reestreno

## Miembros
- Patrick Mameli: guitarra, voces
- Patrick Uterwijk: guitarra, guitarra sintetizada
- Jeroen Paul Thesseling: bajo
- Marco Foddis: batería